# Inovallée

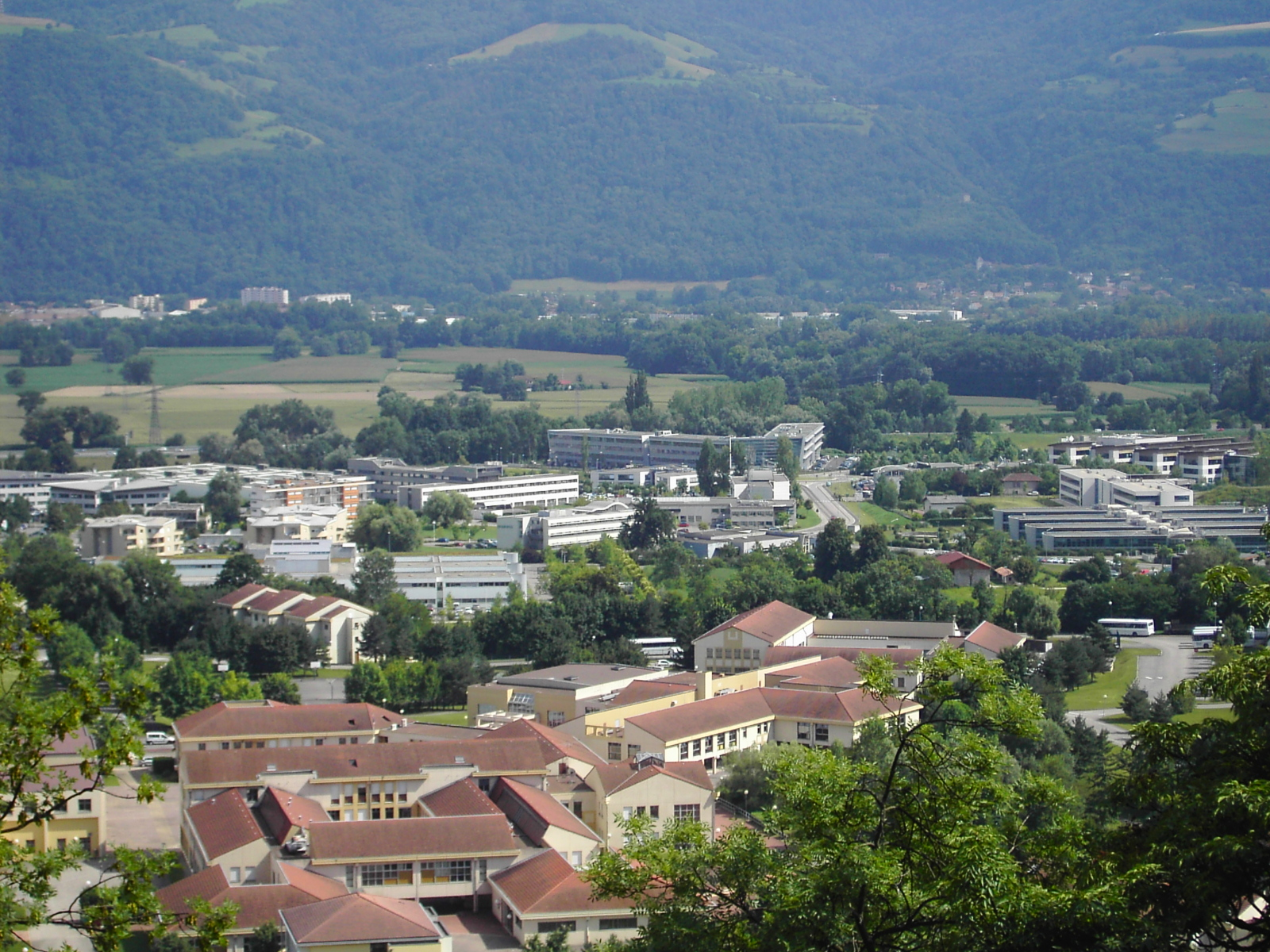
Panorama di Innovallée

Inovallée è un parco tecnologico sito tra le città francesi di Grenoble.
Creato nel 1972 con l'acronimo ZIRST, diventa Inovallée nel 2005 e ospita principalmente aziende nei settori della tecnologia dell'informazione e della comunicazione. Nel 2014, ci sono più di 362 aziende e 11.174 persone che lavorano nel parco.
Inovallée beneficia anche della vicinanza dell'Università di Grenoble, del Grenoble Institute of Technology e del Polygone Scientifique.